# 伊內烏鄉 (比霍爾縣)
47°06′N 22°09′E / 47.1°N 22.15°E
伊內烏鄉（羅馬尼亞語：Comuna Ineu, Bihor），是羅馬尼亞的鄉份，位於該國西北部，由比霍爾縣負責管轄，面積50平方公里，海拔高度152米，2007年人口4,182，人口密度每平方公里84人。